# Vu (Zeitschrift)
Vu (deutsch Erblickt), typografisch VU, war eine französische politische Publikumszeitschrift, die von 1928 bis 1940 existierte. Insgesamt erschienen 638 Ausgaben im Großformat. Zu ihren Vorbildern gehörte die Berliner Illustrirte Zeitung. Beide legten besonderen Wert auf qualitative Fotos. 1931 begann Vu, seinen Heften einen ins Französische übersetzten internationalen Pressespiegel namens Lu (deutsch: Gelesen) beizulegen, der 1937 in Vu aufging. Nach der Machtergreifung in Deutschland bot das Blatt Emigranten in Paris eine berufliche Heimat.

## Gründung
Gründer und Herausgeber war Lucien Vogel (1886–1954). Sein Vater war der deutsch-französische Maler und Illustrator Hermann Vogel.
Lucien Vogel, Journalist, Verleger und politischer Aktivist, hatte zuvor schon einige Zeitungen gegründet, darunter 1912 das Modeblatt Gazette du Bon Ton. Auf der Internationalen Kunstgewerbe – Ausstellung 1925 in Paris war er zuständig für den sowjetischen Pavillon, der sich dem Konstruktivismus widmete.
Bei Gründung von Vu hatte er sich von der Berliner Illustrirten inspirieren lassen. Wie sie legte Vu besonderen Wert auf gute Fotos. Moderne Drucktechniken wie Heliogravüre und das große Format der Zeitschrift von 28 mal 37 Zentimetern ermöglichten ein für damalige Zeiten ungewöhnliches Layout und aufwendige Präsentation.
Die moderne Konzeption des Magazins erweckte in der internationalen Medienszene Aufmerksamkeit. Unter Fachleuten wird Vu zu den Vorläufern der großen amerikanischen Zeitschriften Life und Look gezählt.
Der Sitz der Redaktion lag in Paris in der noblen Avenue des Champs-Élysées Nummer 65–67. Die Chefredakteure wechselten häufig, unter ihnen waren Carlo Rim und Louis Martin-Chauffier. Den Titel gestaltete der Typograph und Bühnenbildner Cassandre, der Name Vu wurde in seinem Layout zu VU.
Als Art-Director fungierte zeitweise der Maler Alexander Liberman, ehe er nach New York ging.

## Politik
Die politische Ausrichtung von Vu war eindeutig positioniert: gegen Faschismus, Franquismus und Nationalsozialismus.
Im Mai 1933 zeigte Vu als erste Illustrierte Bilder von den deutschen Konzentrationslagern Dachau und Oranienburg, die Luciens Tochter Marie-Claude Vogel fotografiert hatte. Sie heiratete später den Chefredakteur der Tageszeitung l'Humanite Paul Vaillant-Couturier. Aufgrund ihrer Tätigkeit in der Résistance wurde sie später selbst nach Auschwitz deportiert und sagte nach dem Krieg als Zeugin bei den Nürnberger Prozessen aus.

## Fotografen
Zu den Fotografen zählten der Mitbegründer der Fotoagentur Magnum Henri Cartier-Bresson; André Kertész, Brassaï, Germaine Krull, Robert Capa und seine Lebensgefährtin Gerda Taro, Marcel Ichac, Man Ray, Eli Lotar, Laure Albin Guillot, James Abbe, Berenice Abbott, Margaret Bourke-White und François Kollar. Für alle Fotografen stand Lucien Vogel als direkter Ansprechpartner zur Verfügung.

## Das Ende
Im Jahr 1940 brachte ein unüberwindbarer Konflikt zwischen Anteilseignern von Vu und Lucien Vogel das Magazin zu Fall. Es ging um die politische Ausrichtung des Blatts bezogen auf die Diktatur Francos nach dem Ende des Spanischen Bürgerkriegs. Lucien Vogel wurde entlassen. Damit war das Ende von Vu besiegelt.